# Korksyra
Korksyra eller suberinsyra är en alifatisk dikarboxylsyra. Syran är en ett kol längre homolog till pimelinsyra.